# Lithilaria
Lithilaria — рід еребід з підродини совок-п'ядунів представники якого поширені в Індії, на Тайвані та в Австралії.

## Види
У складі роду:
- Lithilaria ossicolor Rosenstock, 1885
- Lithilaria proestans (Lucas, 1895)
- Lithilaria anomozancla (Turner, 1944)
- Lithilaria melanostrotum (Turner, 1906)
- Lithilaria punctilinea (Wileman, 1915)
- Lithilaria maculapex (Hampson, 1891)

У низці джерел синонім Bracharthron maculapex, описаний Джорджем Гемпсоном з Індії, помилково відносять до роду Lysimelia. Це пов'язано з тим, що Bracharthron maculapex вважали синонімом Lysimelia neleusalis, утім після дослідження геніталій стало ясно, що це два окремих види.